# 東吾野村
東吾野村（ひがしあがのむら）は埼玉県の南西部、入間郡に属していた村。

## 地理
- 河川：高麗川

## 歴史
- 1889年（明治22年）4月1日 - 町村制施行により、平戸村、白子村、虎秀村、井上村、長沢村が合併し高麗郡東吾野村が成立する。
- 1896年（明治29年）4月1日 - 高麗郡が入間郡と統合する。
- 1956年（昭和31年）9月30日 - 吾野村、原市場村とともに飯能市へ編入する。